# Fuerza Aérea Húngara
La Fuerza Aérea Húngara (en húngaro: Magyar Légierő) es la rama aérea de las Fuerzas Armadas de Hungría. Establecida como fuerza aérea de la República de Hungría en 1990, es la sucesora de la Fuerza Aérea del Ejército Popular Húngaro de la antigua República Popular de Hungría instaurada en 1949. Las anteriores armas aéreas húngaras fueron la Fuerza Aérea de la Segunda República Húngara (1948-1949), la Fuerza Aérea Real del Ejército Húngaro del Reino de Hungría (1938-1945) y el Cuerpo Aéreo Rojo de la República Soviética Húngara (1919).

## Aeronaves
| Aeronave                   | Origen          | Tipo                                                        | Versiones      | En servicio activo               |
| -------------------------- | --------------- | ----------------------------------------------------------- | -------------- | -------------------------------- |
| Zlín Z–143LSi              | República Checa | aviones de entrenamiento                                    | Z–143LSi       | 6                                |
| Zlín Z–242L                | República Checa | aviones de entrenamiento                                    | Z–242L         | 2                                |
| Embraer C-390              | Brasil          | transporte táctico                                          | C-390          | (2 pedidos en noviembre de 2020) |
| Dassault Falcon 7X         | Francia         | transporte VIP                                              | FA7X           | 2                                |
| Saab JAS 39 Gripen         | Suecia          | caza polivalentes                                           | JAS 39CJAS 39D | 122                              |
| Mil Mi-8 Hip               | Unión Soviética | helicóptero de transporte                                   | Mi-8Mi-17      | 05                               |
| Mil Mi-24 Hind             | Unión Soviética | helicóptero de ataque                                       | Mi-24DMi-24P   | 08                               |
| Airbus H145M               | Alemania        | helicóptero utilitario medio / helicóptero ligero de ataque | H145M          | 20                               |
| Airbus H225M               | Francia         | Helicóptero de transporte táctico                           | H225M          | (16 pedidos en 2018)             |
| Eurocopter AS 350 Écureuil | Francia         | helicóptero de entrenamiento                                | AS350          | 2                                |

También hay un número de Mikoyan-Gurevich MiG-21 Fishbed, Mikoyan-Gurevich MiG-23 Flogger, Sukhoi Su-22 Fitter-F y Mikoyan-Gurevich MiG-29 Fulcrum almacenados. Estos están siendo guardados al aire libre y no serán aeronavegables por mucho tiempo.

## Defensa aérea
| Modelo  | Origen          | Tipo                             | En servicio activo                                                                          |
| ------- | --------------- | -------------------------------- | ------------------------------------------------------------------------------------------- |
| Mistral | Francia         | Misil antiaéreo de corto alcance | 45 lanzador de misiles + 9 MCP vehículo de mando equipado con radar                         |
| NASAMS  | Noruega         | Misil antiaéreo de medio alcance | Pedido por 410 millones de euros en 2020. Se desconoce la cantidad. Entrega entre 2023-2024 |
| SA-6    | Unión Soviética | Misil antiaéreo de medio alcance | 16 lanzador de misiles - El sistema de misiles SA-6 será reemplazado por NASAMS en 2025     |

## Galería de imágenes

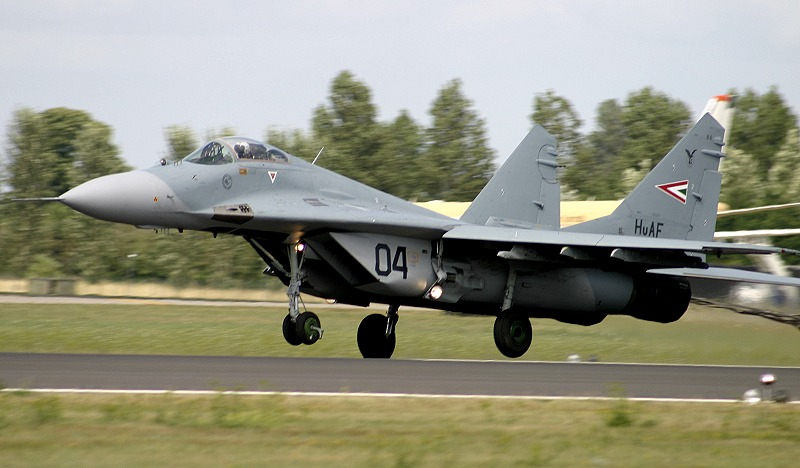
Mikoyan MiG-29A en 2004. Actualmente retirado de servicio.
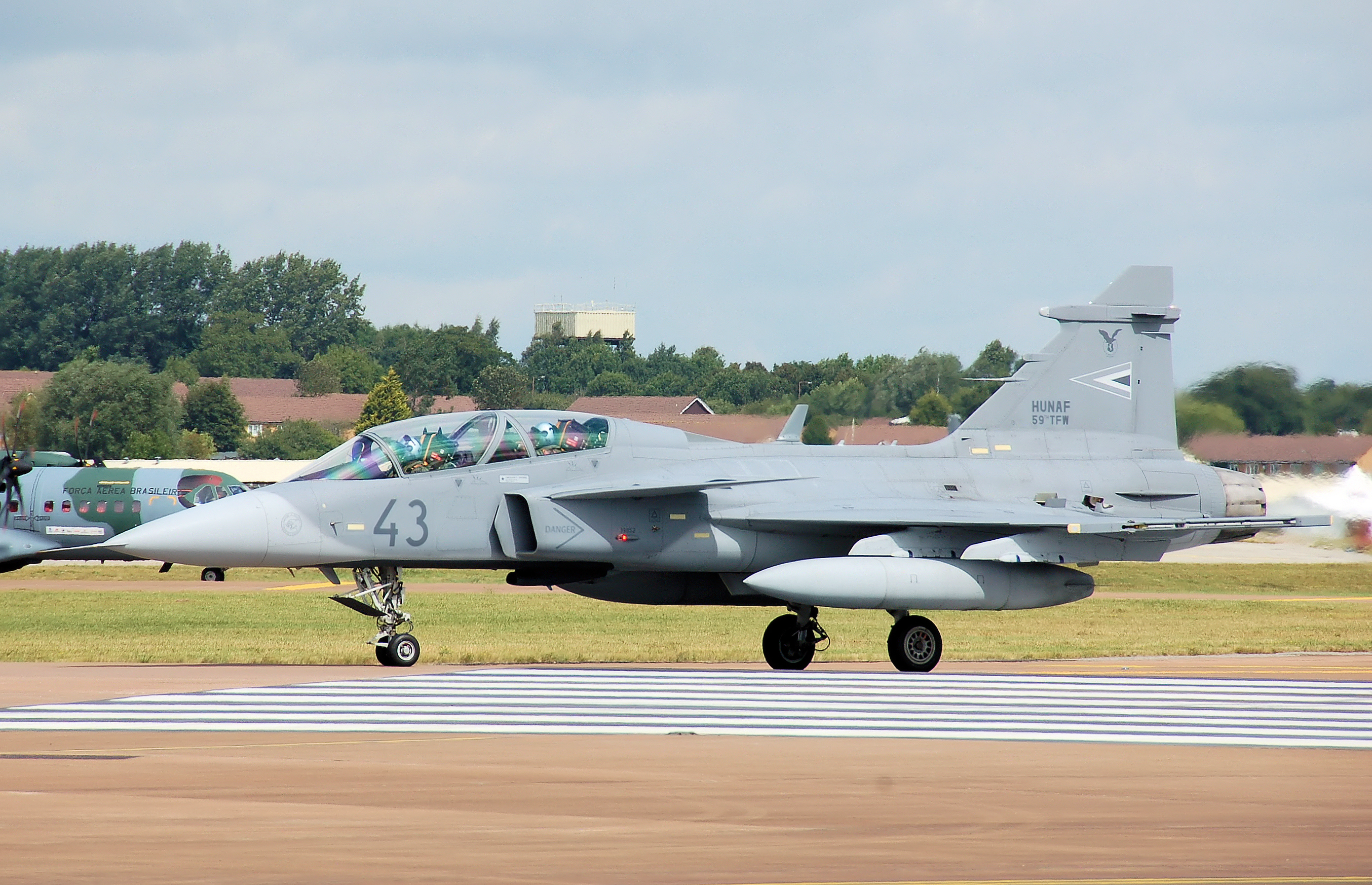
Saab 39 Gripen D en 2009.

## Escarapelas históricas de Hungría

Primera escarapela aeronáutica de la Fuerza Aérea Húngara en 1919.
Segunda escarapela de la Fuerza Aérea Roja Húngara en 1919.
Tercera escarapela de la Fuerza Aérea Roja Húngara en 1919.
Escarapela de la Real Fuerza Aérea Húngara entre 1938 y 1941.
Escarapela de la Real Fuerza Aérea Húngara entre 1942 y 1945.
Escarapela de la Fuerza Aérea del Ejército Popular Húngaro entre 1948 y 1949.
Escarapela de la Fuerza Aérea del Ejército Popular Húngaro entre 1949 y 1951.
Escarapela de la Fuerza Aérea del Ejército Popular Húngaro entre 1951 y 1990.
Escarapela de la Fuerza Aérea Húngara entre 1990 y 1991.
Escarapela de la Fuerza Aérea Húngara desde 1991.
Escarapela de baja visibilidad la Fuerza Aérea Húngara.